# Сурабко, Григорий Николаевич
Григорий Николаевич Сурабко (14 июня 1951 года, Чернигов — 25 июля 1998 года) — советский спортсмен-парашютист, заслуженный мастер спорта СССР по парашютному спорту (1976), абсолютный чемпион мира по классическому парашютизму (1976), абсолютный чемпион СССР 1977 года. Тренер национальной сборной команды Украины и сборной команды Военно-воздушных сил Украины (1986—1998).

## Биография
Родился в Чернигове. Окончил школу № 19.
В старших классах школы начал посещать Черниговский авиаспортклуб ДОСААФ. До армии успел сделать 200 прыжков с парашютом. В армии, по его просьбе, его направили в воздушно-десантные войска. В армии тренировался у известных мастеров спорта: сначала у Василия Оканина, после у Бориса Прохорова. Вернулся домой мастером спорта СССР.
В 1976 году в Риме на XIII чемпионате мира по парашютному спорту стал абсолютным чемпионом мира. В 1977 году Григорий Николаевич стал абсолютным чемпионом СССР.
С 1986 по 1998 год работал тренером сборной Украины и сборной ВВС Украины по парашютному спорту. Выполнил 8055 прыжков с парашютом. Награждён орденом Трудового Красного Знамени.
Погиб во время полета на самолете Як-18Т в 1998 году возле пгт Коротич Харьковской области.

## Фильмография
Снимался в фильме «Парашютисты» (1984). Фильм снимался над Прагой, Львовом и Черниговом.

## Память
В 2016 году улицу Ванды Василевской в Чернигове переименовали в улицу Григория Сурабко. На Украине проходит открытый Кубок имени Григория Сурабко по парашютному спорту.